# Triumph Sprint
La Sprint est une moto routière sportive construite par la firme britannique Triumph.

## Modèles

### Sprint 900
La 900 Sprint (T338) apparaît en 1993. C'est une Trident équipée d'un carénage tête de fourche. À sa naissance, elle porte le nom de Trident Sprint. Mais, perçue uniquement comme une déclinaison de la Trident et non comme un modèle à part entière par les acheteurs potentiels, elle optera pour le nom de Sprint en 1994.
Elle utilise le 3-cylindres de 885 cm3, développant 98 ch à 9 500 tr/min. Il est alimenté par trois carburateurs de 36 mm de diamètre. Le cadre reste le même que celui qui équipe les autres modèles du constructeur, un monopoutre en acier.
Les freins proviennent de la 900 Daytona et offre un feeling et une endurance moyenne. Les disques avant sont remplacés l'année suivante par des disques flottants de 310 mm avec des étriers à quatre pistons.
En 1995, la partie arrière est redessinée, les jantes sont des jantes de Daytona après 1995. La roue arrière passe de 18 à 17 pouces.
Elle est retirée du catalogue en 1997.
La même année apparaît la Sprint Sport (T365). Elle utilise un moteur noir mat, des silencieux de Daytona, des demi-guidons et une fourche de Daytona réglable en précharge, compression et détente. Le moteur est retravaillé pour offrir plus de couple : 7,9 mkg au régime de 8 500 tr/min. Elle restera deux ans au catalogue.
En 1998, Triumph présente sa version plus routière : la Sprint Executive (T364). Elle reprend bon nombre d'éléments de la 900 Trophy, dont les sacoches latérales. Le moteur est légèrement dégonflé, il développe néanmoins 96 ch. Cela permet d'améliorer le couple pour donner 7,7 mkg à 6 500 tr/min.
Les carburateurs Mikuni des Sport et Executive sont remplacés par des Keihin.
Les coloris disponibles sont : 
- 1993, 1994 et 1995 : Caspian Blue, Candy Apple Red et British Racing Green ;
- 1996 : British Racing Green ;
- 1997 : Jet Black ;
- 1998 : British Racing Green, Tornado Red, Platinum, Volcanic Red et Pacific Blue.

### Sprint RS et ST 955i

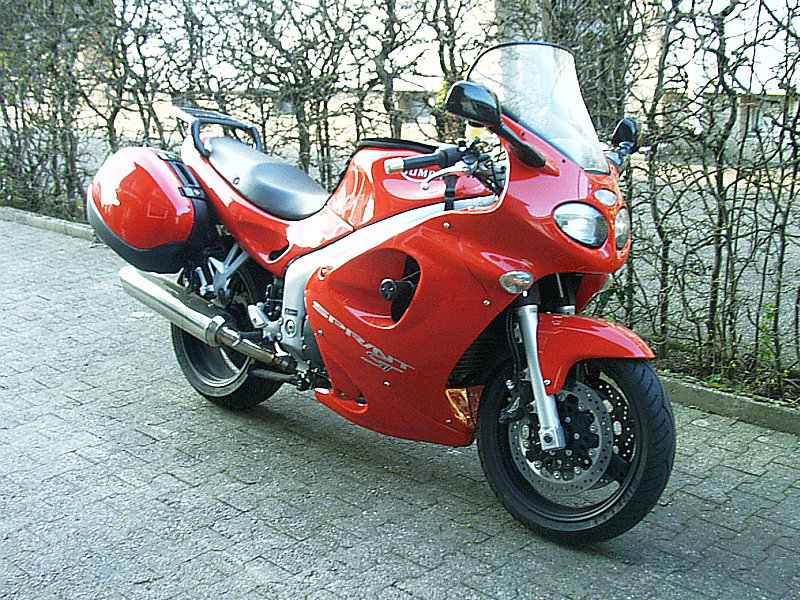
Sprint ST 955i

La Sprint ST apparaît en 1999 avec l'espoir de concurrencer la mythique Honda VFR. Pour ce faire, elle reprend le nouveau moteur 3-cylindres de 955 cm3 alimenté par injection électronique qui délivre 108 ch. Elle inaugure un cadre périmétrique en aluminium, recouvert par un carénage intégral au courbes douces dessiné par Rod Scivyer. Elle reprend de la Daytona ses jantes et son monobras.
Pour 2002, la ST adopte une nouvelle génération de moteur. Les carters sont moulés sous pression pour diminuer le poids et améliorer la rigidité, les pistons sont retravaillés et coulissent dans des chambres en acier. Le taux de compression est augmenté et l'injection optimisée. Il en résulte un moteur plus léger de 2,5 kg et 10 ch supplémentaires.
Les coloris disponibles sont :
- 1999 : Tornado Red et Jet Black
- 2000 : Tornado Red, Jet Black et Sapphire Blue
- 2001 et 2002 : Tornado Red, Sapphire Blue et British Racing Green
- 2003 et 2004 : Caspian Blue, Aluminium Silver et Aston Green

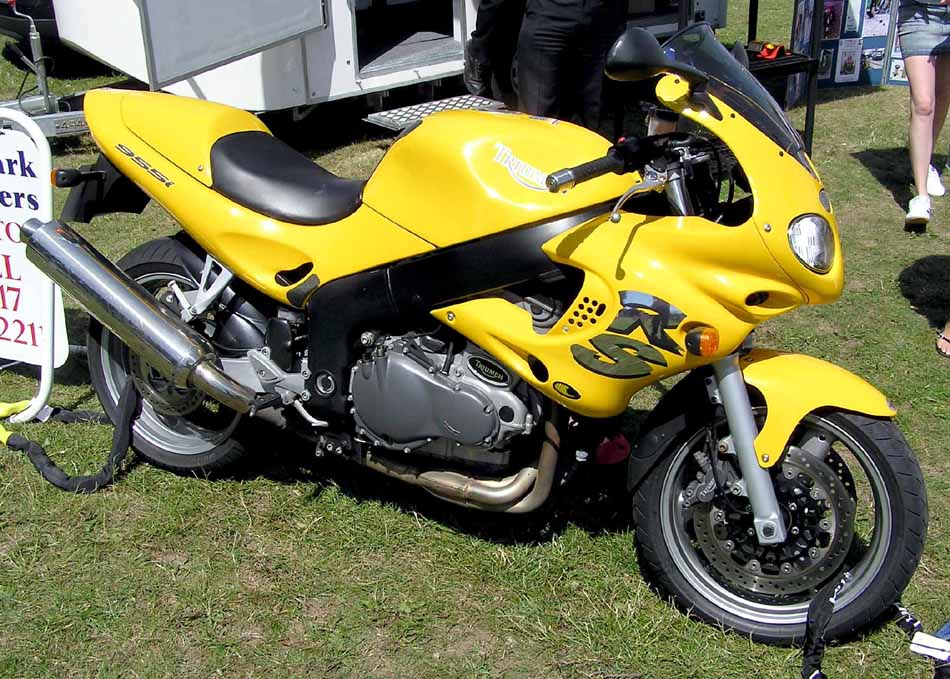
Sprint RS

La Sprint RS se positionne comme une alternative plus sport à la ST. Elles partagent le cadre, le moteur, les trains roulants, etc. La RS utilise un demi-carénage, un bras oscillant classique, un tableau de bord et des guidons différents.
Comme la ST, elle adopte la nouvelle génération de moteur en 2002.
En 2003, elle récupère le monobras de la Daytona.
Les coloris disponibles sont :
- 2000 : Eclipse Blue, Lucifer Orange et Racing Yellow ;
- 2001 : Jet Black, Lucifer Orange et Racing Yellow ;
- 2002 : Jet Black et Acidic Yellow ;
- 2003 : Jet Black et Caspian Blue.

### Sprint ST 1050

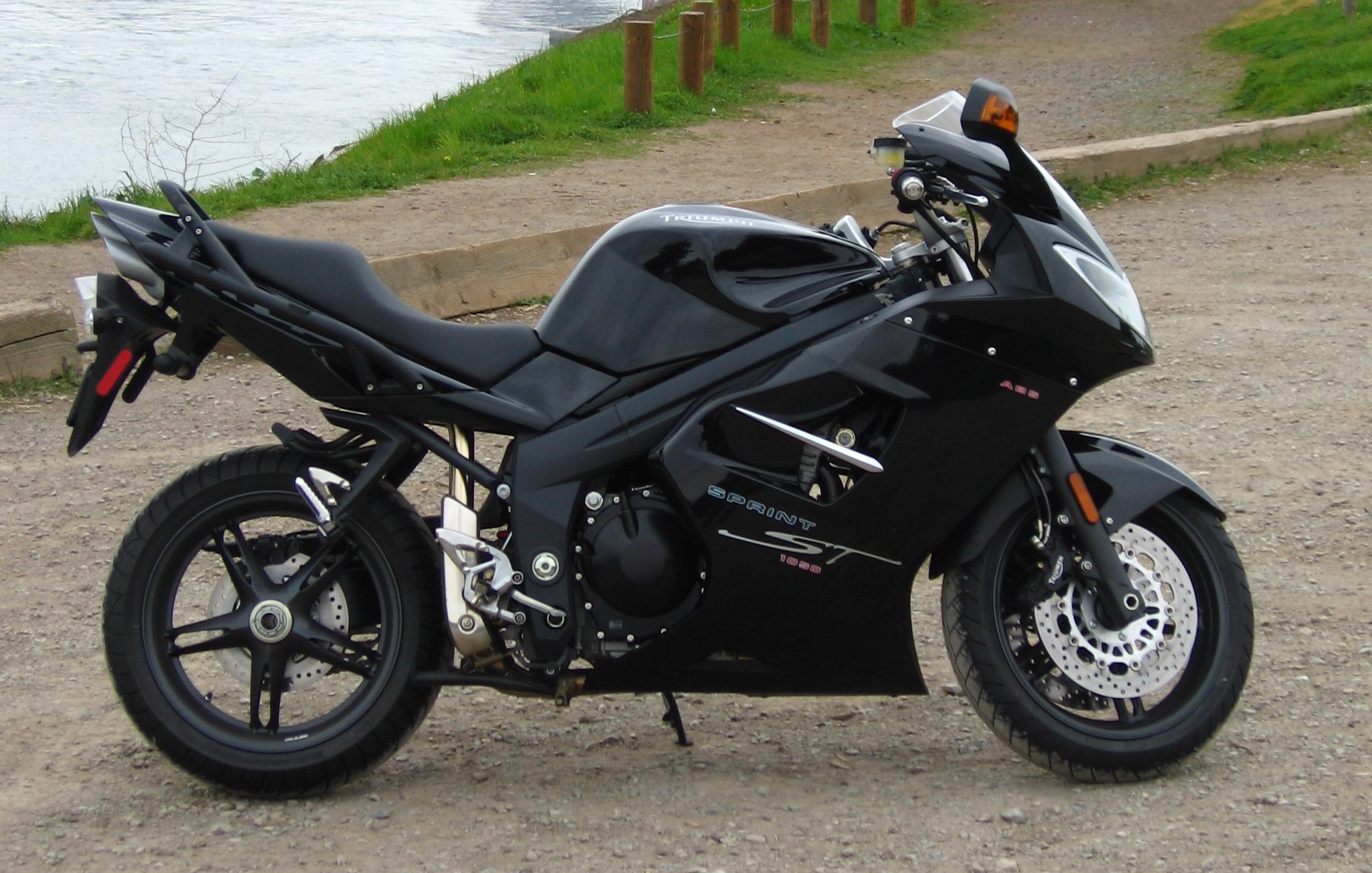
Sprint ST 1050

Pour pouvoir espérer lutter contre la nouvelle VFR V-Tech, la ST doit évoluer. C'est chose faite avec la 1050 ST en 2004. Le plus surprenant est sûrement le nouveau design. Fini les arrondis, place aux lignes tendues et agressives, aux sorties d'échappement sous la selle. Les ingénieurs britanniques ont voulu mettre l'accent sur le chiffre trois. Trois optiques, trois sorties d'échappement, trois cadrans au tableau de bord, et surtout 3-cylindres. Le moteur évolue, gagne en cylindrée et passe à 1 050 cm3. Ces 95 cm3 supplémentaires permettent une augmentation de la puissance de 5 ch par rapport à l'ancienne version.
Le cadre est lui aussi nouveau. Les suspensions ont été retravaillées. Si le monobras subsiste, les jantes sont remplacées par des modèles à cinq branches, commun avec la Speed Triple.
Des sacoches latérales aux couleurs de la moto sont disponibles en option pour les plus voyageurs.
Les premiers modèles sortis avait un gros inconvénient, l'air chaud était directement renvoyé sur les genoux du pilote. Pratique en hiver, mais beaucoup moins agréable en été.
En 2005, une version ABS complète la gamme.
Pour 2008, le réservoir est désormais en métal, permettant de fixer une sacoche de réservoir. L'éclairage est amélioré.
Les coloris disponibles sont :
- 2004 et 2005 : Caspian Blue et Aluminium Silver ;
- 2006 et 2007 : Caspian Blue, Aluminium Silver et Sunset Red ;
- 2008[1] : Pacific Blue, Graphite et Tornado Red ;
- 2009[2] : Pacific Blue, Graphite et Phantom Black ;
- 2010[3] : Phantom Black et Tornado Red.

## Sprint GT
En 2010, Triumph propose la Sprint GT, sur la base de la Sprint ST 1050. L'empattement a été rallongé (1 537 mm) et la hauteur de selle diminuée (815 mm). Elle reçoit de série une paire de sacoches latérales et le freinage ABS de série.
L'esthétique est légèrement modifiée.
Elle est vendue 13 440 €.
Les coloris disponibles sont :
- 2010[5] : Pacific Blue et Aluminium Silver.